# SV Feldkirchen
SV Feldkirchen is een Oostenrijkse voetbalclub uit Feldkirchen in Kärnten.
De club is opgericht in 1948 als fusie tussen Arbeiterturnvereins Feldkirchen (ATUS) uit 1924 en de nog jonge vereniging Blau-weiß Feldkirche. In het seizoen 1958/59 promoveerde de club voor het eerst naar de Kärntner Liga en in 1978 naar het tweede niveau.
In het seizoen 2007/08 finalist van de beker van Oostenrijk die dat jaar alleen voor de lagere clubs toegankelijk was vanwege de organisatie van het EK 2008. SV Feldkirchen verloor over twee wedstrijden van SV Horn. In 2009 degradeerde de club uit de Regionalliga.

## Erelijst
- Beker van Oostenrijk

Finalist in 2008
- Kärntner Liga

2010